# École nationale supérieure d'ingénieurs de Reims

Ancien logo de l'ESIEC.

L'École nationale supérieure d'ingénieurs de Reims (ESIREIMS) est l'une des 204 écoles d'ingénieurs françaises accréditées au 1er septembre 2020 à délivrer un diplôme d'ingénieur.
Fondée en 1981, elle est une composante de l’université de Reims. Jusqu'en janvier 2011, elle n'enseignait que la spécialité Packaging et portait le nom d'ESIEC (École nationale Supérieure d'Ingénieurs en Emballage et Conditionnement).

## Historique
La formation a été proposée la première fois en 1981. La première promotion de la Maîtrise en science et technologie spécialisée emballage était composée de 13 étudiants qui ont rejoint les fondateurs de cette filière. Le début des années 1980 correspond à l’essor des Grandes et Moyennes Surfaces qui remplacent peu à peu les lieux de vente traditionnelles (épicerie, marché…). Ce développement entraîne une révolution industrielle dans le monde de l’Emballage jusqu’alors considéré comme secondaire. Le besoin en diplômés spécialisées en emballage justifie la création de ce qui est alors devenue l’ESIEC.
En 1989, la maîtrise (deux ans d’étude après un bac+2) évolue en diplôme d’ingénieur (trois ans d’étude) reconnu par la Commission des titres d'ingénieur. La formation prend brièvement le nom d'« Institut Supérieur d'Ingénieurs en Packaging » jusqu'à son détachement de l’UFR des Sciences et la création de l'École supérieure d'ingénieurs en emballage et conditionnement (ESIEC). Les Maîtres en packaging peuvent alors demander leur validation des acquis pour prétendre au titre d’ingénieur. Depuis cette date, les Esieciens seront systématiquement diplômés Ingénieur et Maître en packaging. 
En 1991 l’ESIEC, qui jusqu'alors utilisait les locaux de l’université, dispose de ses propres bâtiments. L’inauguration s'est faite en présence d’Édith Cresson alors Premier ministre. Outre les locaux administratifs, les salles d’enseignement, l’école possède ses propres salles de TP et une halle technologique qui lui permettent d’accueillir tout l’équipement spécifique aux tests de l’emballage.
En 2011, l'université de Reims-Champagne-Ardenne décide d'ouvrir le diplôme d'ingénieur à de nouvelles spécialités : le génie thermique et énergétique est la première spécialité mise en place dès la rentrée 2011 puis en 2019 la spécialité génie urbain et environnement. Le nom « ESIEC », référant uniquement à la formation Emballage, est changé début 2011 pour ESIREIMS (École nationale Supérieure d'Ingénieurs de Reims).

## Statut
L’école la plus ancienne des écoles d'ingénieurs de l’université de Reims Champagne-Ardenne, l'autre étant l'EISINe créée en 2019.

## Formation

### Admission
Il y a plusieurs voies d’admission :
- une sélection sur e-candidat sur dossier est faite pour les titulaires d'un premier cycle universitaire ou d'un diplôme équivalent. Les candidats doivent ensuite passer un entretien.
- la 2e voie passe par le Concours Polytech. Il n’y a pas d’oral pour les élèves intégrant par concours. C’est le TIPE qui sert alors d’oral.
- Sur Parcoursup pour les candidats bacheliers à la classe préparatoire intégrée ESIREIMS

### Programme de formation
Le programme de l’ESIREIMS se déroule  sur trois ans et est entrecoupé de trois périodes en entreprise.
Les spécialisations sont :
- Emballage et Conditionnement-Packaging

- Énergétique

- Génie Urbain et Environnement

En outre, l'école propose :
- un Master en Urbanisme Durable et Environnement, avec l'Institut d’Aménagement des Territoires, d’Environnement et d’Urbanisme de l’Université de Reims (IATEUR)
- Une classe préparatoire intégrée